# Lista över demokratiska partiets presidentkandidater
Lista över demokratiska partiets presidentkandidater
| År   | Resultat  | Presidentkandidat      | Vicepresidentkandidat      | Främsta utmanare i egna partiet                                                                   |
| 1828 | vann      | Andrew Jackson         | John C. Calhoun            | -                                                                                                 |
| 1832 | vann      | Andrew Jackson         | Martin Van Buren           | -                                                                                                 |
| 1836 | vann      | Martin Van Buren       | Richard Mentor Johnson     | -                                                                                                 |
| 1840 | förlorade | Martin Van Buren       | Richard Mentor Johnson     | -                                                                                                 |
| 1844 | vann      | James K. Polk          | George M. Dallas           | -                                                                                                 |
| 1848 | förlorade | Lewis Cass             | William Orlando Butler     | -                                                                                                 |
| 1852 | vann      | Franklin Pierce        | William Rufus de Vane King | -                                                                                                 |
| 1856 | vann      | James Buchanan         | John Cabell Breckinridge   | -                                                                                                 |
| 1860 | förlorade | Stephen Arnold Douglas | Herschel Vespasian Johnson | Andrew Johnson, Horatio Seymour, Robert M.T. Hunter, Joseph Lane, Daniel Dickinson, James Guthrie |
| 1864 | förlorade | George B. McClellan    | George H. Pendleton        | Thomas H. Seymour                                                                                 |
| 1868 | förlorade | Horatio Seymour        | Francis Preston Blair, Jr. | -                                                                                                 |
| 1872 | förlorade | Horace Greeley         | B. Gratz Brown             | -                                                                                                 |
| 1876 | förlorade | Samuel J. Tilden       | Thomas A. Hendricks        | -                                                                                                 |
| 1880 | förlorade | Winfield Scott Hancock | William Hayden English     | -                                                                                                 |
| 1884 | vann      | Grover Cleveland       | Thomas A. Hendricks        | -                                                                                                 |
| 1888 | förlorade | Grover Cleveland       | Allen Granberry Thurman    | -                                                                                                 |
| 1892 | vann      | Grover Cleveland       | Adlai E. Stevenson         | -                                                                                                 |
| 1896 | förlorade | William Jennings Bryan | Arthur Sewall              | -                                                                                                 |
| 1900 | förlorade | William Jennings Bryan | Adlai E. Stevenson         | -                                                                                                 |
| 1904 | förlorade | Alton B. Parker        | Henry G. Davis             | -                                                                                                 |
| 1908 | förlorade | William Jennings Bryan | John W. Kern               | -                                                                                                 |
| 1912 | vann      | Woodrow Wilson         | Thomas R. Marshall         | -                                                                                                 |
| 1916 | vann      | Woodrow Wilson         | Thomas R. Marshall         | -                                                                                                 |
| 1920 | förlorade | James M. Cox           | Franklin D. Roosevelt      | -                                                                                                 |
| 1924 | förlorade | John W. Davis          | Charles W. Bryan           | -                                                                                                 |
| 1928 | förlorade | Alfred Emanuel Smith   | Joseph Taylor Robinson     | -                                                                                                 |
| 1932 | vann      | Franklin D. Roosevelt  | John Nance Garner          | -                                                                                                 |
| 1936 | vann      | Franklin D. Roosevelt  | John Nance Garner          | -                                                                                                 |
| 1940 | vann      | Franklin D. Roosevelt  | Henry A. Wallace           | -                                                                                                 |
| 1944 | vann      | Franklin D. Roosevelt  | Harry S. Truman            | -                                                                                                 |
| 1948 | vann      | Harry S. Truman        | Alben W. Barkley           | -                                                                                                 |
| 1952 | förlorade | Adlai Stevenson        | John Sparkman              | -                                                                                                 |
| 1956 | förlorade | Adlai Stevenson        | Estes Kefauver             | -                                                                                                 |
| 1960 | vann      | John F. Kennedy        | Lyndon B. Johnson          | Lyndon B. Johnson                                                                                 |
| 1964 | vann      | Lyndon B. Johnson      | Hubert Humphrey            | -                                                                                                 |
| 1968 | förlorade | Hubert Humphrey        | Edmund Muskie              | Robert F. Kennedy, George Wallace, George McGovern                                                |
| 1972 | förlorade | George McGovern        | Sargent Shriver            | Henry M. Jackson, George Wallace, Shirley Chisholm                                                |
| 1976 | vann      | Jimmy Carter           | Walter Mondale             | Jerry Brown                                                                                       |
| 1980 | förlorade | Jimmy Carter           | Walter Mondale             | Edward Kennedy                                                                                    |
| 1984 | förlorade | Walter Mondale         | Geraldine Ferraro          | Jesse Jackson, Gary Hart                                                                          |
| 1988 | förlorade | Michael Dukakis        | Lloyd Bentsen              | Jesse Jackson, Richard Gephardt, Gary Hart, Al Gore                                               |
| 1992 | vann      | Bill Clinton           | Al Gore                    | Jerry Brown, Paul Tsongas                                                                         |
| 1996 | vann      | Bill Clinton           | Al Gore                    | -                                                                                                 |
| 2000 | förlorade | Al Gore                | Joseph Lieberman           | Bill Bradley                                                                                      |
| 2004 | förlorade | John Kerry             | John Edwards               | John Edwards, Howard Dean, Wesley Clark                                                           |
| 2008 | vann      | Barack Obama           | Joe Biden                  | Hillary Clinton, John Edwards                                                                     |
| 2012 | vann      | Barack Obama           | Joe Biden                  | -                                                                                                 |
| 2016 | förlorade | Hillary Clinton        | Tim Kaine                  | Bernie Sanders                                                                                    |
| 2020 | vann      | Joe Biden              | Kamala Harris              |                                                                                                   |
| 2024 | förlorade | Kamala Harris          | Tim Walz                   |                                                                                                   |